# Niclas Nyhlén
Niclas Nyhlén (21 de março de 1966) é um ex-futebolista sueco que atuava como zagueiro.

## Carreira
Nyhlén competiu na Copa do Mundo FIFA de 1990, sediada na Itália, na qual a seleção de seu país terminou na vigésima primeira colocação dentre os 24 participantes.